# Свен Бутеншон
Свен Бутеншон (нім. Sven Butenschön; нар. 22 березня 1976, Ітцехо, ФРН) — колишній німецький хокеїст, захисник.

## Кар'єра
Свен народився у німецькому містечку Ітцехо, але у віці двох років переїхав з батьками до Канади. Окрім німецького має і канадське громадянство, у відповідності з правилам ІІХФ право виступати у збірній Німеччини отримав лише у 2008 році.
Перші кроки в професійному хокеї Бутеншон зробив у 1993 році коли уклав контракт з клубом «Брендон Вет Кінгс» (Західна хокейна ліга). Згодом, один сезон провів за клуб «Клівленд Ламберджекс» (ІХЛ). У Драфті НХЛ 1994 року Свен був обраний у третьому раунді під 57-им номером клубом «Піттсбург Пінгвінс», а свій перший матч за «пінгвінів» відіграв у сезоні 1997/98. Зрештою більшість своєї кар'єри захисник провів в клубах АХЛ: «Сірак'юс Кранч», «Г'юстон Аерос» та «Віклс-Беррі/Скрентон Пінгвінс». У сезоні 2000/01 Свен приєднався до тренувального табору «Едмонтон Ойлерс» (провів за клуб 14 матчів), але знову опинився у клубі АХЛ «Гамільтон Булдогс». У 2002 році переходить до «Нью-Йорк Айлендерс», де за два сезони провів 78 матчі, через локаут у сезоні 2004/05 він переїхав до Німеччини у клуб «Адлер Мангейм». Провівши сезон у НХЛ, за «Ванкувер Канакс», захисник повернувся до «Адлер Мангейм» у сезоні 2006/07, тут він уклав тривалий контракт до 2011 року, а пізніше разом з «орлами» став чемпіоном Німеччини. У травні 2011 року, захисник перейшов до «Нюрнберг Айс Тайгерс», де і завершив кар'єру у 2013 році.

## Кар'єра (збірна)
У складі національної збірної брав участь у чемпіонатах світу 2009 та 2010 років, а також Зимових Олімпійських іграх 2010 року.

## Нагороди та досягнення
- 1996 Кубок Президента у складі «Брендон Вет Кінгс»
- 2005 Чемпіон Німеччини у складі «Адлер Мангейм»
- 2007 Чемпіон Німеччини у складі «Адлер Мангейм»

## Статистика
| Сезон     | Клуб                          | Ліга      | Регулярний сезон | Регулярний сезон | Регулярний сезон | Регулярний сезон | Регулярний сезон | Плей-оф | Плей-оф | Плей-оф | Плей-оф | Плей-оф |
| Сезон     | Клуб                          | Ліга      | І                | Г                | П                | О                | ШХ               | І       | Г       | П       | О       | ШХ      |
| --------- | ----------------------------- | --------- | ---------------- | ---------------- | ---------------- | ---------------- | ---------------- | ------- | ------- | ------- | ------- | ------- |
| 1993–94   | «Брендон Вет Кінгс»           | ЗХЛ       | 70               | 3                | 19               | 22               | 51               | 4       | 0       | 0       | 0       | 6       |
| 1994–95   | «Брендон Вет Кінгс»           | ЗХЛ       | 21               | 1                | 5                | 6                | 44               | 18      | 1       | 2       | 3       | 11      |
| 1995–96   | «Брендон Вет Кінгс»           | ЗХЛ       | 70               | 4                | 37               | 41               | 99               | 19      | 1       | 12      | 13      | 18      |
| 1996–97   | «Клівленд Ламберджекс»        | ІХЛ       | 75               | 3                | 12               | 15               | 68               | 10      | 0       | 1       | 1       | 4       |
| 1997–98   | «Сірак'юс Кранч»              | АХЛ       | 65               | 14               | 23               | 37               | 66               | 5       | 1       | 2       | 3       | 0       |
| 1997–98   | Піттсбург Пінгвінс            | НХЛ       | 8                | 0                | 0                | 0                | 6                | —       | —       | —       | —       | —       |
| 1998–99   | Піттсбург Пінгвінс            | НХЛ       | 17               | 0                | 0                | 0                | 6                | —       | —       | —       | —       | —       |
| 1998–99   | «Г'юстон Аерос»               | ІХЛ       | 57               | 1                | 4                | 5                | 81               | —       | —       | —       | —       | —       |
| 1999–2000 | Віклс-Беррі/Скрентон Пінгвінс | АХЛ       | 75               | 19               | 21               | 40               | 101              | —       | —       | —       | —       | —       |
| 1999–2000 | Піттсбург Пінгвінс            | НХЛ       | 3                | 0                | 0                | 0                | 0                | —       | —       | —       | —       | —       |
| 2000–01   | Віклс-Беррі/Скрентон Пінгвінс | АХЛ       | 55               | 7                | 28               | 35               | 85               | —       | —       | —       | —       | —       |
| 2000–01   | Піттсбург Пінгвінс            | НХЛ       | 5                | 0                | 1                | 1                | 2                | —       | —       | —       | —       | —       |
| 2000–01   | Едмонтон Ойлерс               | НХЛ       | 7                | 1                | 1                | 2                | 2                | —       | —       | —       | —       | —       |
| 2001–02   | «Гамільтон Булдогс»           | АХЛ       | 61               | 9                | 35               | 44               | 88               | —       | —       | —       | —       | —       |
| 2001–02   | Едмонтон Ойлерс               | НХЛ       | 14               | 0                | 0                | 0                | 4                | —       | —       | —       | —       | —       |
| 2002–03   | Бріджпорт Саунд Тайгерс       | АХЛ       | 36               | 3                | 13               | 16               | 58               | 9       | 3       | 6       | 9       | 6       |
| 2002–03   | Нью-Йорк Айлендерс            | НХЛ       | 37               | 0                | 4                | 4                | 26               | —       | —       | —       | —       | —       |
| 2003–04   | Нью-Йорк Айлендерс            | НХЛ       | 41               | 1                | 6                | 7                | 30               | 4       | 0       | 0       | 0       | 0       |
| 2003–04   | Бріджпорт Саунд Тайгерс       | АХЛ       | 5                | 0                | 1                | 1                | 4                | —       | —       | —       | —       | —       |
| 2004–05   | «Адлер Мангейм»               | DEL       | 50               | 1                | 5                | 6                | 54               | 14      | 0       | 1       | 1       | 16      |
| 2005–06   | «Манітоба Мус»                | АХЛ       | 60               | 15               | 22               | 37               | 30               | 13      | 0       | 6       | 6       | 12      |
| 2005–06   | Ванкувер Канакс               | НХЛ       | 8                | 0                | 0                | 0                | 10               | —       | —       | —       | —       | —       |
| 2006–07   | «Адлер Мангейм»               | DEL       | 42               | 3                | 3                | 6                | 34               | 11      | 1       | 3       | 4       | 12      |
| 2007–08   | «Адлер Мангейм»               | DEL       | 54               | 0                | 6                | 6                | 42               | 5       | 1       | 1       | 2       | 6       |
| 2008–09   | «Адлер Мангейм»               | DEL       | 49               | 2                | 7                | 9                | 44               | 9       | 1       | 0       | 1       | 32      |
| 2009–10   | «Адлер Мангейм»               | DEL       | 53               | 1                | 12               | 13               | 65               | 2       | 0       | 0       | 0       | 0       |
| 2010–11   | «Адлер Мангейм»               | DEL       | 33               | 1                | 0                | 1                | 22               | 6       | 0       | 2       | 2       | 0       |
| 2011–12   | Нюрнберг Айс Тайгерс          | DEL       | 49               | 6                | 6                | 12               | 26               | —       | —       | —       | —       | —       |
| 2012–13   | Нюрнберг Айс Тайгерс          | DEL       | 50               | 2                | 1                | 3                | 64               | 3       | 1       | 0       | 1       | 0       |
| НХЛ разом | НХЛ разом                     | НХЛ разом | 140              | 2                | 12               | 14               | 86               | 4       | 0       | 0       | 0       | 0       |